# ハティ・ジョンソン

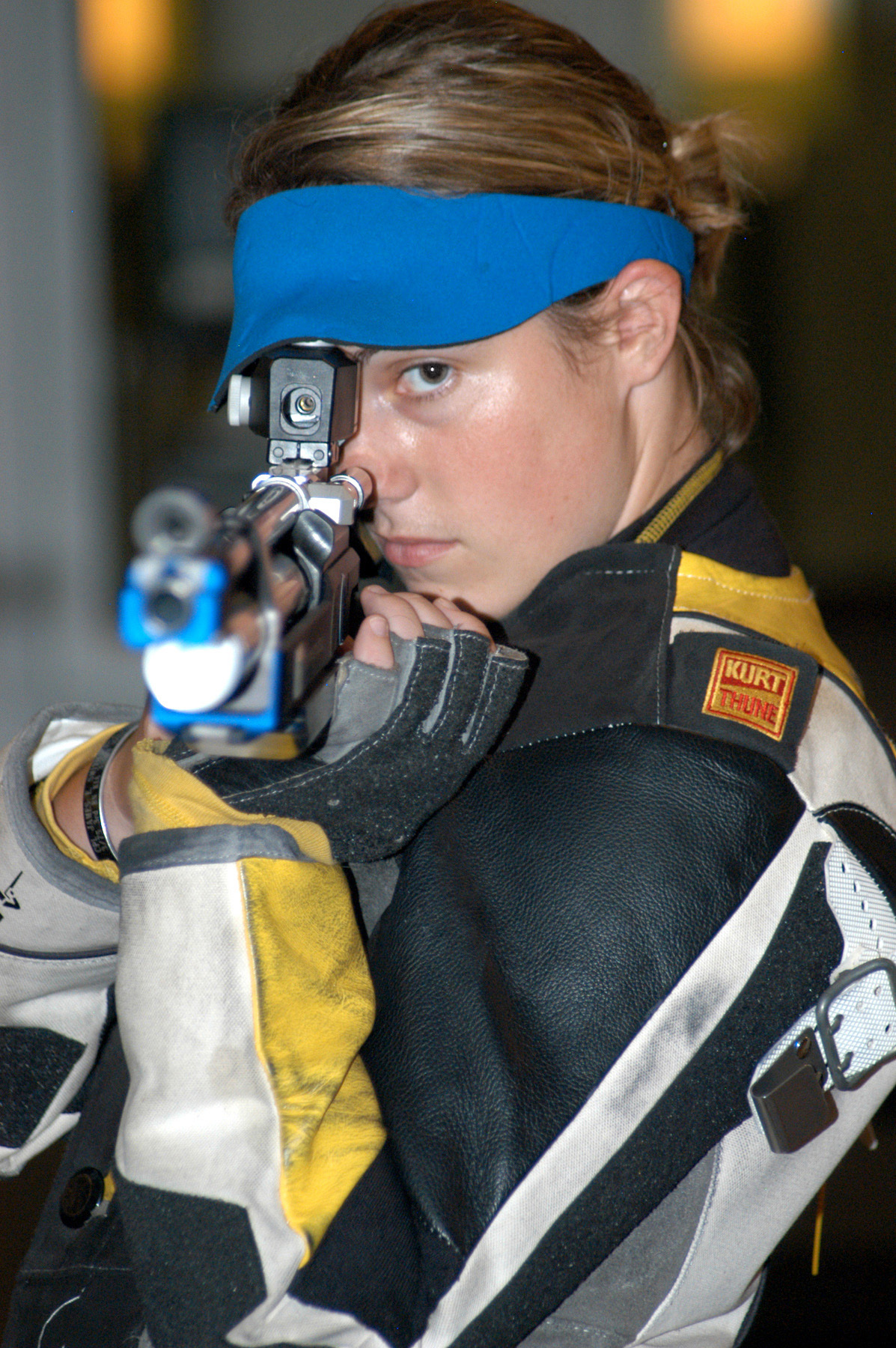
ハティ・ジョンソン

ハティ・ジョンソン（Hattie Johnson, 1981年1月9日 - ）は、アメリカ合衆国のアイダホ州エメット出身の女子射撃選手。

## 経歴
2003年のパンアメリカン競技大会では銅メダルを獲得した。
2004年アテネオリンピックの射撃競技の10mエアライフルにアメリカ代表として出場し、14位に終わった。アテネオリンピック出場時にはアメリカ陸軍に所属しており、ジョージア州のフォート・ベニングの射撃部隊の一員であった。